# Ainoptyelus nigroscutellatus
Ainoptyelus nigroscutellatus är en insektsart som först beskrevs av Matsumura 1904.  Ainoptyelus nigroscutellatus ingår i släktet Ainoptyelus och familjen spottstritar. Inga underarter finns listade i Catalogue of Life.